# بیریر روسنگرین
بیریر روسنگرین (سوئدی: Birger Rosengren; ۲۹ اکتبر ۱۹۱۷ – ۱۵ اکتبر ۱۹۷۷) بازیکن فوتبال اهل سوئد بود.
از باشگاه‌هایی که در آن بازی کرده‌است می‌توان به باشگاه فوتبال نورشوپینگ اشاره کرد.
وی به‌همراه تیم ملی فوتبال سوئد در بازی‌های المپیک تابستانی ۱۹۴۸ به مقام قهرمانی دست پیدا کرده‌است.